# Michel Le Guern
Michel Le Guern (Bourbriac, 30 de diciembre de 1937 - Lyon, 17 de junio de 2016) fue un lingüista y filósofo francés. 

## Biografía
Catedrático en Lenguas Clásicas, doctor por la Universidad de la Sorbona, fue profesor del Instituto Católico de París entre 1959 y 1963, en la Universidad de Ottawa, de 1963 a 1968, y a partir de 1968 en la Facultad de Letras de la Universidad de Lyon. Profesor de la cátedra de filología y lingüística francesa en 1971, contribuyó a la creación de la Universidad de Lyon II - Lumière en la organización de las clases de Lingüística en general. Dirigió numerosos estudios y tesis doctorales, entre las que destacan las de Catherine Kerbrat-Orecchioni y Gilbert Puech. Su trabajo personal se centró en el filósofo Blaise Pascal, en la metáfora y la metonimia, en la Historia de la lingüística y en la Historia de las religiones.
Profesor emérito en 1999, fue elegido en 2004 miembro de la Academia de Ciencias, Letras y Artes de Lyon, de la que fue presidente en 2009. En 2012, fue candidato a la Academia Francesa.

## Distinciones
- Premio de la edición crítica 1977 por la edición de Pensamientos de Pascal, en editorial Folio.[2]
- Premios Bordin de la Academia de las Ciencias Morales y Políticas, 2009.[3]
- Premio Georges Dumézil de la Academia francesa, 2010.[4]

## Publicaciones
- L'Image dans l'œuvre de Pascal, Paris, Armand Colin, 1969; réédition, Paris, Méridiens-Klincksieck, 1983.
- Pascal et Descartes, Paris, Nizet, 1971.
- Les Pensées de Pascal de l'anthropologie à la théologie, Paris, Larousse, 1972.
- Sémantique de la métaphore et de la métonymie, Paris, Larousse, 1972.
- (En colaboración con Louis-Marie Raymondis) Le Langage de la justice pénale, Paris, Éditions du C.N.R.S., 1976.
- Edición de Pensées de Pascal, París, Gallimard, Folio, 1977.
- (En colaboración con Alain Berrendonner y Gilbert Puech) Principes de grammaire polylectale, Lyon, P.U.L., 1983.
- Edición de Provinciales de Pascal, Paris, Gallimard, Folio, 1987.
- Edición de Œuvres complètes de Pascal, Paris, Gallimard, Bibliothèque de la Pléiade, t. I, 1998; t. II, 2000.
- Pascal et Arnauld, Paris, Honoré Champion, 2003.
- Les Deux Logiques du langage, Paris, Honoré Champion, 2003.
- Edición de Système de l'âme de Marin Cureau de La Chambre, Paris, Fayard, 2004.
- Nicolas Beauzée, grammairien philosophe, Paris, Honoré Champion, 2009.
- Edición de La Rhétorique ou l'éloquence française de Louis de Lesclache, Paris, Classiques Garnier, 2012.
- Études sur la vie et les Pensées de Pascal, Paris, Honoré Champion, 2015.